# Битва при Хушабе
Битва при Хушабе — крупнейшее сражение между английской и иранской армией, произошедшее 8 февраля 1857 года, в ходе Англо-персидской войны. В результате иранские войска были разбиты, а британцы вернулись в Бушир.

## Предыстория
В ходе Англо-персидской войны, после прибытия подкреплений британские войска выдвинулись в направлении города Боразджан, который персы оставили без боя, и 5 февраля достигли деревни Хушаб, возле которой был источник с хорошей водой. Не сумев навязать 6 и 7 февраля бой скрывающемуся в горах противнику, и столкнувшись с истощением продовольственных запасов, Утрам решил вернуться в Бушир, сделав по пути остановку у Хушаба. Вдохновлённые отходом британцев, иранские войска подошли к их хушабскому лагерю, и 8 февраля состоялась Битва при Хушабе, оказавшаяся крупнейшим сражением войны.

## Ход битвы
Утром 8 февраля началась Хушабская битва — caмое крупное сражение в англо-персидской войне. Воспользовавшись нерешительностью иранского командования, британцы перестроили войска и пошли в наступление. Они начали жестокий обстрел противника, иранская же армия не могла использовать полную мощь своей артиллерии, так как большая часть боеприпасов осталась в Боразджане. Расстроив передовые полки иранской армии, англичане бросили вперёд кавалерию. Иранские части (особенно Тебpизский полк) стойко выдержали сильный артиллерийский обстрел. Более того, они успешно отбили первые нападения английской кавалерии. Но в результате повторных aтак два иранских полка были смяты. Несмотря на это, иранская кавалерия пыталась контратаковать английские войска с тыла. Сражение продолжалось с рассвета до 10 часов утра. Иранская армия отступила, потеряв, по английским данным, 700 человек убитыми, 100 пленными, оставив в руках неприятеля две пушки. У англичан 10 человек было убито и 62 ранено.
Сравнительно лёгкая победа английской армии под Хушабом объясняется тем, что ей противостояли плохо обученные иранские войска, вооружённые устаревшими мушкетами и фактически не имевшие артиллерии.

Тем не менее 8 февраля, как только стемнело, англичане начали отход к Буширу по другой дороге. В главе с генералом Утрамом пехота проделала обратный путь в условиях бездорожья, под непрерывным дождём и вдвое быстрее, чем от Бушира до Боразджана. Такая поспешность объяснялась тем, что Утрам боялся ночной атаки иранской кавалерии. Все это не помешало Утраму составить победную реляцию о «выдающейся победе» под Хушабом. Согласно П. Бушеву:
"Он доносил о блестящей атаке британской кавалерии и о том, что «иранская армия бежала в дезорганизованном состоянии, бросив все свое вооружение…» и что «лишь малочисленность английской кавалерии не позволила полностью уничтожить иранскую армию и захватить её пушки».
Британская газета «Таймс» опровергала факт бегства иранской армии с поля боя, но это не помешало ей, восхвалять Утрама и его «блистательную победу». «Таймс» писала:
«Точно установлено, что персы не обратились в бегство, как мы читаем в одном из индийских докладов о битве и в донесении генерала Утрама, а дважды отнимали свои пушки, которые попали в руки нашей кавалерии во время атаки».
Хушабская битва не принесла Англии желаемых результатов. Английские позиции в Бушире оставались под угрозой нападения; эта победа не привлекла также на сторону англичан кочевые племена юга Ирана. Лишь некоторые из них (племена Фарса) стали более или менее регулярно поставлять продовольствие и фураж буширскому населению и англичанам, а в переговоры британским командованием вступили только арабы Хузестана. Все другие племена юга Ирана (в частности, кашкайцы и бахтиары), вопреки английским расчётам, оставались на стороне иранской армии, посылали ей людей и поставляли продовольствие.
Уже через неделю после Хушабской битвы Утрам сообщал в Калькуттy и Бомбей, что иранцы сосредоточили в районе Фарса почти 30-тысячную армию и 85 пушек. Новый главнокомандующий Мирза Мухаммад хан Каджар придерживался осторожной тактики. Заняв горные проходы выше Боразджана и Хишта, он держал английские войска в Бyшире под постоянной угрозой нападения.